# Neomys
Genre
Neomys est un genre de la famille des Soricidés qui regroupe trois espèces de musaraignes aquatiques. Certaines musaraignes de ce genre sont appelées crossopes en français. On les appelle aussi à tort des souris d’eau.
La musaraigne d'eau, ou crossope (Neomys fodiens), est la plus grosse et la plus remarquable des musaraignes aquatiques d'Europe où elle mène une vie semi-aquatique le long des fleuves et les ruisseaux.

## Liste d'espèces
Selon ITIS et MSW :
- Neomys anomalus Cabrera, 1907 - Musaraigne de Miller ou Crossope de Miller[1]
- Neomys fodiens (Pennant, 1771) - Crossope, Crossope aquatique, Musaraigne ciliée, Musaraigne d'eau ou Musaraigne porte-rame[1]
- Neomys teres Miller, 1908